# Maleisië
Maleisië is een land in het zuidoosten van Azië. Het land grenst aan Brunei, Indonesië, Singapore en Thailand.

## Geografie
Maleisië bestaat uit twee delen die worden gescheiden door de Zuid-Chinese Zee.
- West-Maleisië op het schiereiland Malakka. West-Maleisië grenst in het noorden aan Thailand en sluit in het zuiden Singapore in.
- Oost-Maleisië in het noorden van het eiland Borneo. Oost-Maleisië bestaat uit de staten Sabah en Sarawak, en het federaal territorium Labuan. Oost-Maleisië grenst in het zuiden aan het grotere Indonesische deel van Borneo en sluit in het noorden Brunei in.

West-Maleisië beslaat ongeveer 40% van de oppervlakte van het land, maar meer dan 85% van de bevolking is hier woonachtig. Maleisië eist ook een deel van de Spratly-eilanden op.

Kuala Lumpur

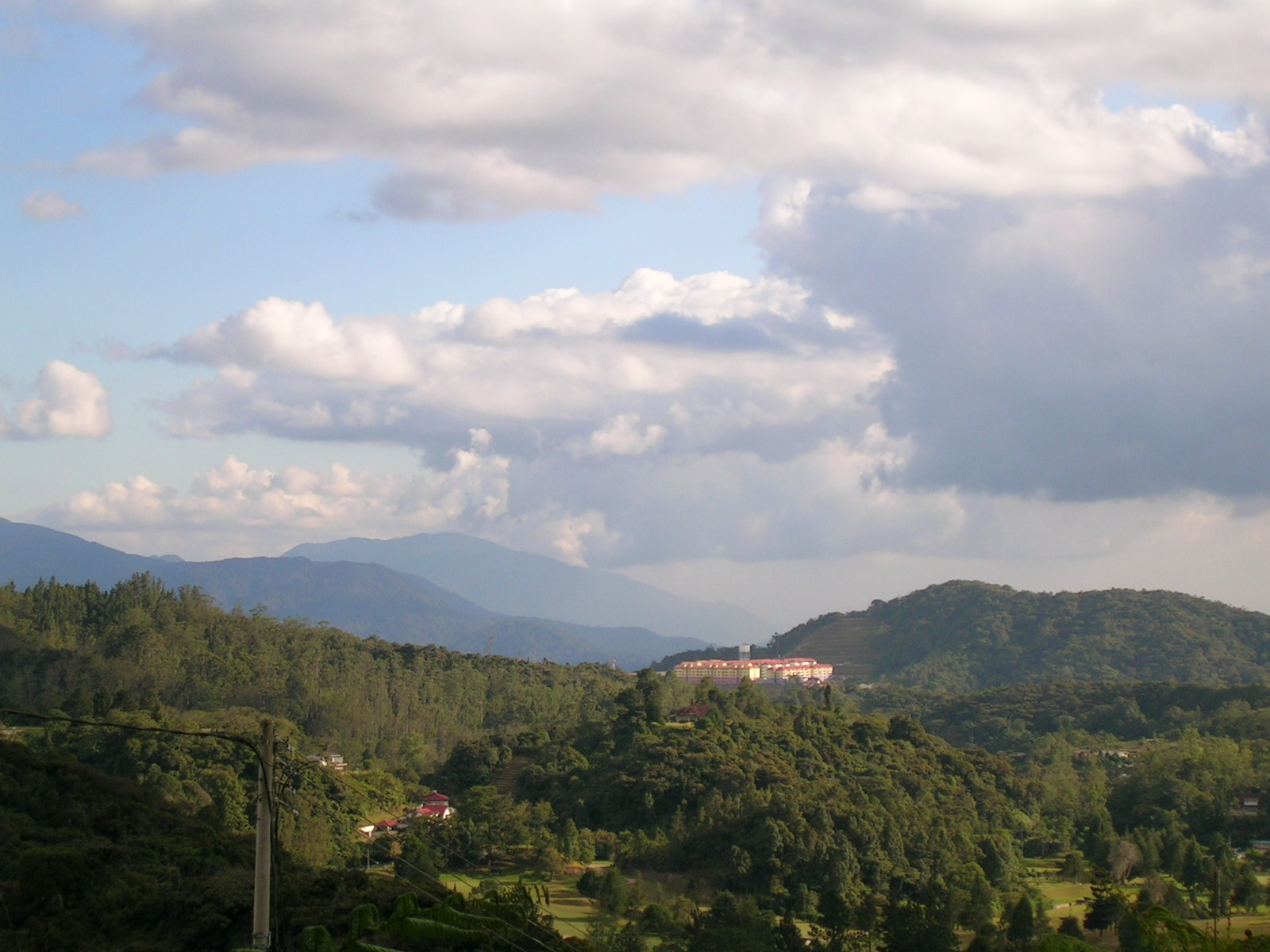
Cameron Highlands

### Steden
De hoofdstad van Maleisië is Kuala Lumpur.
Enkele andere steden zijn:
- George Town
- Ipoh
- Kota Kinabalu
- Kuantan
- Kuching
- Tanah Rata

### Natuur
Er zijn vele nationale parken in Maleisië, onder andere:
- Nationaal park Taman Negara
- Nationaal park Gunung Mulu
- Nationaal park Kinabalu

In het land zijn er meerdere bergen en gebergten:
- Cameron Highlands
- Genting Highlands
- Mount Kinabalu

### Klimaat
Maleisië heeft een tropisch klimaat. Het is er altijd warm, tussen 27 en 34 graden, en vochtig.

## Geschiedenis
Het schiereiland Malakka ontwikkelde zich als een voornaam Zuidoost-Aziatisch handelscentrum toen de handel tussen China en India door de drukke Straat Malakka toenam. De islam arriveerde in de 14e eeuw, gevolgd door Europese handelslieden in de 16e eeuw, waarna de Portugezen, Nederlanders en Britten achtereenvolgend de Straat Malakka domineerden.
De Britse kroonkolonie van de Straits Settlements werd in 1826 opgericht en in de jaren tot 1867 vergrootten de Britten hun controle over de rest van het schiereiland. Na de Japanse bezetting tijdens Wereldoorlog II groeide het streven naar onafhankelijkheid onder het volk, tezamen met een communistische opstand. Het schiereiland werd in 1957 onafhankelijk onder de naam 'Federatie van Malakka', waar de haven van Singapore geen deel van uitmaakte.
Een nieuwe federatie met de naam Maleisië werd op 16 september 1963 opgericht door het samengaan van Maleisië, Singapore, en de Oost-Maleisische staten Sabah en Sarawak aan de noordkust van Borneo. De vroegere jaren werden gedwarsboomd door pogingen van Indonesië om Maleisië te overheersen tijdens de Konfrontasi, Filipijnse aanspraken op Sabah, en de uiteindelijke afscheiding van Singapore in 1965.

### Nationale feestdag
De Nationale feestdag Maleisië, ook bekend als de Maleisische Onafhankelijkheidsdag of 'Hari Merdeka' in het Maleis, is jaarlijks op 31 augustus. De viering ervan start meestal begin augustus met diverse programma's en nationale sportwedstrijden. De dag is vastgesteld in artikel 160 van de grondwet van Maleisië. Vanwege de vieringen wordt de maand augustus in Maleisië ook wel de "nationale maand" genoemd, De eerste Maleisische premier Tunku Abdul Rahman leidde in 1956 een delegatie van ministers en politieke leiders om met de Britten te onderhandelen over onafhankelijkheid. Op 8 februari 1956 werd een akkoord bereikt. Om logistieke en administratieve redenen werd de feitelijke onafhankelijkheid van Maleisië het jaar daarop op 31 augustus 1957 uitgeroepen.

## Bevolking

### Demografie
In 2019 telde Maleisië naar schatting 32,7 miljoen inwoners, een vervijfvoudiging vergeleken met 6 miljoen inwoners in 1950. De meeste inwoners wonen op het schiereiland Malakka, terwijl Oost-Maleisië relatief dunbevolkt is. Meer dan 70% van de inwoners woont in steden.
De jaarlijkse bevolkingsgroei bedraagt 1,5% en is de afgelopen jaren drastisch afgenomen, vooral vanwege een daling in de geboortecijfers. Tussen 2010 en 2016 daalde het vruchtbaarheidscijfer van 2,14 naar 1,89 kinderen per vrouw. Vooral de Indiase en Chinese bevolkingsgroepen hebben lage vruchtbaarheidscijfers (1,35 kinderen per vrouw), terwijl Maleiers gemiddeld 2,5 kinderen krijgen.

### Bevolkingsgroepen
De grootste etnische groep zijn de Maleiers. Zij vormen ruim de helft van de bevolking (ca. 60%). Hun staatsrechtelijke en sociale positie wordt door de grondwet met tal van waarborgen omgeven: de ambten van staatshoofd en premier kunnen alleen worden bekleed door Maleiers, hun taal is de officiële taal, zij zijn oververtegenwoordigd in het federale parlement en hun godsdienst, de islam, is de officiële godsdienst. Het beleid van de regering is erop gericht om de Maleiers, die traditioneel vissers en boeren zijn, ook economisch een grotere rol te laten spelen.
De tweede etnische groep (ca. 22%) vormen de Chinezen, die een dominerende positie in handel en industrie innemen en samen met de Indiërs het grootste deel van de niet-agrarische beroepsbevolking uitmaken. Zij leven in een min of meer gesloten gemeenschap en hadden aanvankelijk nauwelijks politieke aspiraties. Volgens een in 1971 begonnen nieuwe economische politiek zou in 1990 30% van de aandelen van alle maatschappijen in handen van de ‘bumiputra’ (‘zonen van de aarde’), dit wil zeggen alle oorspronkelijke stammen en de Maleiers, moeten zijn. Dit overheidsbeleid leidde tot toenemende spanningen tussen de Maleiers en de in het economisch leven overheersende Chinese bevolkingsgroep. Ten gevolge hiervan, alsmede door economische recessie, werd het doel niet bereikt.
Een derde groep vormen de Indiërs, voornamelijk bestaande uit Tamils. Zij werden, evenals de Chinezen in de 19e eeuw, door de Engelsen naar Maleisië gebracht om op de plantages te werken, omdat de Maleiers dit weigerden. Zij vormen 6% van de bevolking en werken voornamelijk op de plantages en als kleine middenstanders en lage ambtenaren.
In West- en Oost-Maleisië zijn er talrijke stammen waarvan de leden afstammen van de oorspronkelijke bewoners van deze gebieden, bijvoorbeeld de Semang, Senoi en Jakun in West-Maleisië, de Dajaks in Sarawak en de Kadazans in Sabah.
De aanwezigheid van ruim twee miljoen gastarbeiders op een totale beroepsbevolking van acht miljoen leidde eind jaren 1990 lokaal tot incidenten.

### Taal
De officiële omgangstalen zijn Bahasa Malaysia in West-Maleisië en Sabah en Bahasa Malaysia en Engels in Sarawak. Het grootste deel van de bevolking spreekt in de dagelijkse omgang Pasar-Maleis. De verschillende etnische groeperingen spreken daarnaast hun eigen talen. Zo beheersen de Chinese Maleisiërs verschillende Chinese talen en de Indiase Maleisiërs spreken voornamelijk Tamil. Ondanks pogingen van de regering Bahasa Malaysia te propageren is Engels de meest gebruikte taal in de handel, het onderwijs en de rechtspraak.

### Religie
De soennitische islam is de officiële godsdienst van Maleisië. De moslims (voor het overgrote deel Maleiers) maken meer dan de helft (circa 63%) van de bevolking uit. De grondwet van Maleisië geeft de islam een voorkeurspositie: het staatshoofd is tevens islamitisch godsdienstig leider. Islamitisch godsdienstonderricht is verplicht in de staatsscholen. Moslims hebben een eigen stelsel van rechtspraak en betalen speciale belastingen zoals bijvoorbeeld de zakaat. De Chinezen zijn aanhangers van het confucianisme, boeddhisme of taoïsme (circa 18% van de bevolking), terwijl de meeste Indiërs hindoes zijn (circa 6% van de bevolking). Ruim 9% van de bevolking is christen. De stammen in de deelstaten Sarawak en Sabah (op het Maleisische gedeelte van Borneo) hangen vooral animistische religies aan.
In Maleisië is de godsdienstvrijheid beperkt, voornamelijk waar het moslims betreft voor wie islamitische wetgeving geldt. Zoals in veel islamitische landen wordt bekering niet geaccepteerd of erkend door de wet. De overheid probeert de activiteiten van christelijke missionarissen aan banden te leggen. Zo verloor de Maleisische bekeerlinge Lina Joy in 2007 het proces om haar religieuze status legaal te veranderen in die van een christen. In 1986 bepaalde de regering van Maleisië dat ”Allah” – Arabisch voor God – alleen door moslims gebruikt mocht worden. Dit verbod werd in 2021 opgeheven.

## Politiek en bestuur

### Bestuurlijke indeling

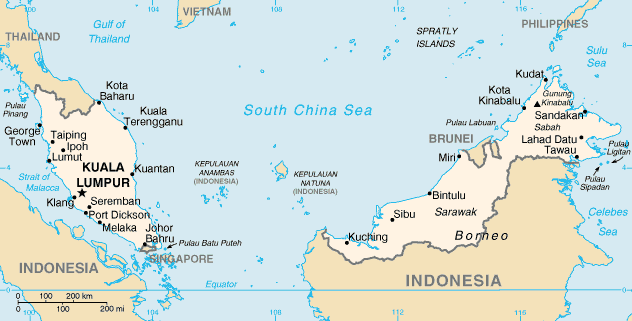
Maleisië

Maleisië bestaat uit dertien deelstaten (negeri-negeri) en drie federale territoria (wilayah-wilayah persekutuan), met een * gemarkeerd:
- Malakka (West-Maleisië) : Johor, Kedah, Kelantan, Kuala Lumpur (*), Malakka, Negeri Sembilan, Pahang, Perak, Perlis, Penang, Putrajaya (*), Selangor, Terengganu
- Oost-Maleisië : Sabah, Sarawak, Labuan (*)

De deelstaten in West-Maleisië zijn administratief onderverdeeld in districten en die weer in mukims. Sarawak is in regionen verdeeld en Sabah in residentschappen.

### Regering en staatshoofd
De federatie van Maleisië is een constitutionele monarchie. Officieel staat de Hoogste Regeerder of Yang di-Pertuan Agong, die gewoonlijk de koning wordt genoemd, aan het hoofd hiervan. De koningen van Maleisië worden gekozen voor termijnen van vijf jaren uit de negen sultans van de staten van het schiereiland Malakka. De huidige koning (sinds 2024) is Ibrahim Ismail van Johor.

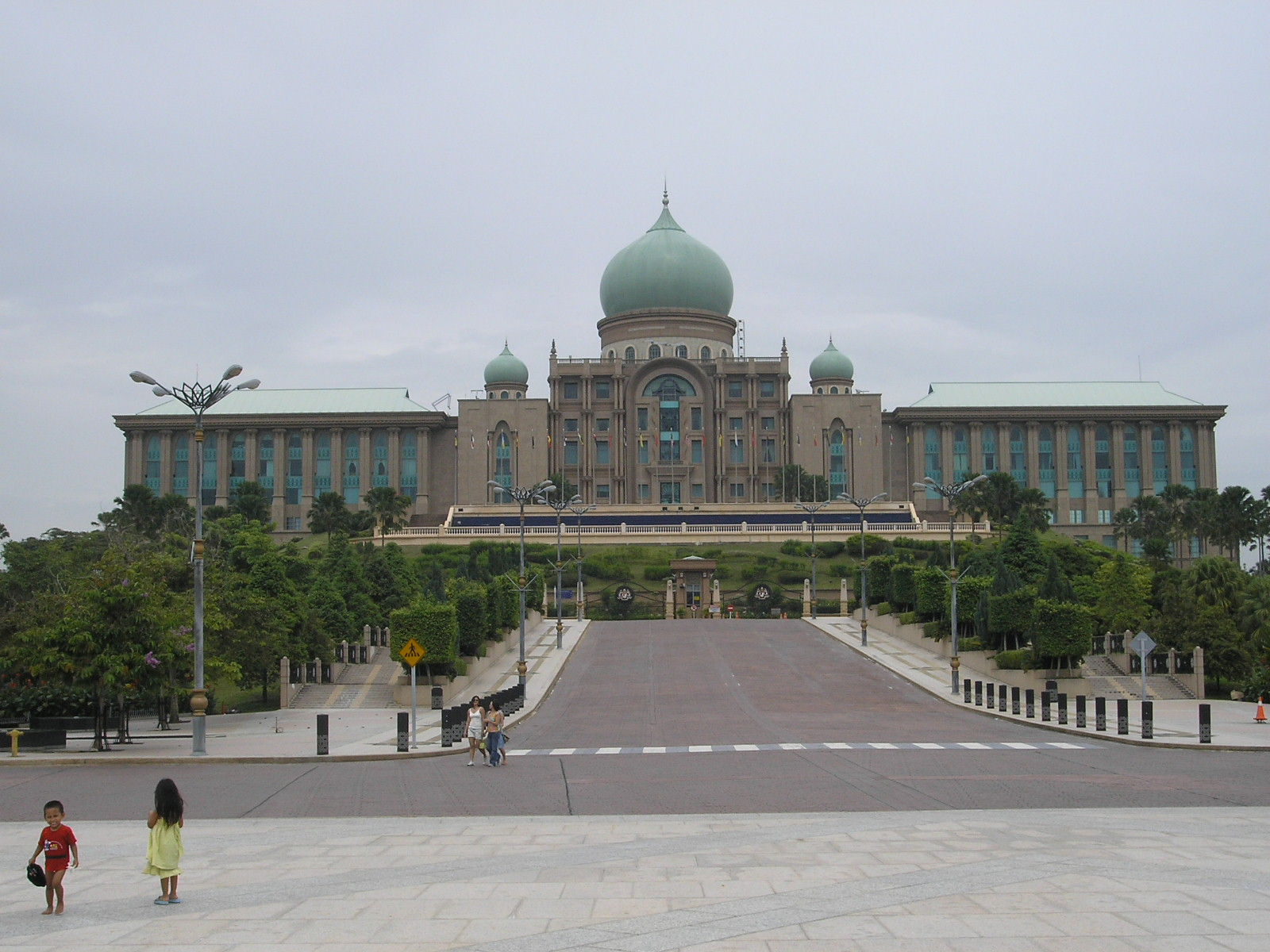
Kantoor van de premier in Putrajaya

Het kabinet heeft de uitvoerende macht. Het wordt geleid door de premier; sinds 2022 Anwar Ibrahim. Het parlement bestaat uit twee kamers: de Senaat (Dewan Negara) en het lagerhuis of huis van afgevaardigden (Dewan Rakyat). De grondwet van Maleisië stipuleert dat de Yang di-Pertuan Agong als premier iemand uit het lagerhuis aanstelt die naar zijn inzicht een meerderheid in het parlement vertegenwoordigt. Het kabinet wordt uit leden van beide huizen van het parlement gevormd en legt verantwoording af bij dat orgaan. De regeringsleiding is begin 2004 verhuisd naar het nieuwgebouwde Putrajaya.
De senaat heeft 70 leden waarvan 26 worden gekozen door de 13 staatsvergaderingen, en 44 door de koning worden aangesteld op voordracht van de premier. Alle senatoren hebben een ambtstermijn van 3 jaar. Het lagerhuis heeft 222 leden die door middel van rechtstreekse verkiezingen volgens een districtenstelsel worden verkozen. Het lagerhuis heeft zitting totdat het door de regering wordt ontbonden met een maximale termijn van vijf jaar. De wetgevende macht is verdeeld tussen federale rechtsorganen en die van de staat.

### Rechterlijke macht
Maleisië heeft twee parallelle systemen van rechtspraak: civiel recht en islamitisch recht, gebaseerd op de sharia. Zo zijn bijvoorbeeld seksuele gemeenschap tussen ongehuwde personen en de consumptie van alcohol verboden en komen lijfstraffen als stokslagen voor. Het islamitisch recht geldt in theorie echter alleen voor moslims en het merendeel van de uitspraken gaat over familiezaken.
Voor beide typen rechtspraak bestaan aparte rechtbanken. In principe zijn de islamitische rechtbanken er alleen voor het islamitische bevolkingsdeel, maar het komt voor dat niet-moslims voor een islamitische rechtbank moeten verschijnen, bijvoorbeeld in het geval van gemengde huwelijken.
Sinds 2010 kunnen vrouwelijke juristen en rechters in islamitische rechtbanken dienen, niet-moslims zijn daar echter van uitgesloten.

### Buitenlandse betrekkingen

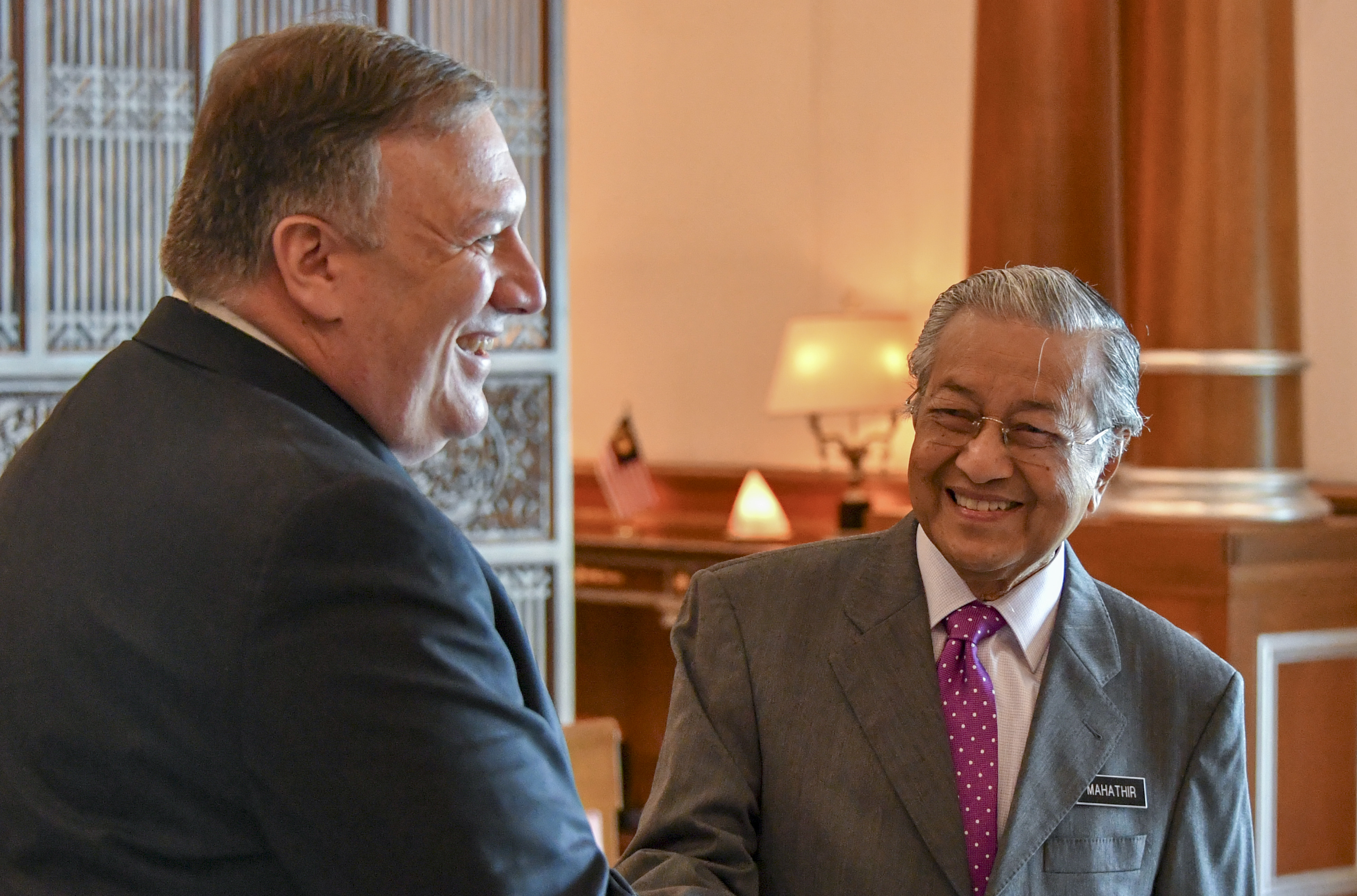
De Maleisische premier Mahathir Mohammed en de Amerikaanse Secretary of State Mike Pompeo (3 augustus 2018).

Maleisië heeft affiliaties met de APEC, ASEAN en het Brits Gemenebest.

## Verkeer en vervoer
Het wegennet in West-Maleisië is het beste van Zuidoost-Azië (in 1996 ruim 40 000 km). Het wegverkeer rijdt links. Maleisië telt een uitgebreid snelwegnet.
Het metersporige spoorwegnet, voornamelijk in West-Maleisië, is ca. 2300 km lang en wordt nog steeds uitgebreid. Er zijn doorgaande spoorverbindingen met de buurlanden Thailand en Singapore. Er is een nachttrein tussen Bangkok en Butterworth. Op het vasteland worden de spoorwegen geëxploiteerd door Keretapi Tanah Melayu en in Oost-Maleisië door de Sabah State Railway department. Er wordt een hogesnelheidslijn gebouwd tussen Penang, Kuala Lumpur en Singapore. (zie ook het project Spoorlijn Kunming - Singapore).
De nationale luchtvaartmaatschappij is Malaysia Airlines. De grootste luchthaven is Kuala Lumpur International Airport. Er zijn vier andere internationale luchthavens: in Kota Kinabalu, Penang, Johor Bahru en Kuching.

## Economie
Dankzij de aanwezigheid van tin en de productie van rubber heeft (West-)Maleisië na de Tweede Wereldoorlog een indrukwekkende economische ontwikkeling doorgemaakt.

### Mijnbouw en energie
De mijnbouw speelt een belangrijke rol in de economie van Maleisië. De belangrijkste producten van de mijnbouw zijn bauxiet, goud, ijzer en mangaan. De tinmijnbouw is niet langer rendabel en wordt uitsluitend in West-Maleisië beoefend. Op Sabah werden door een Japans consortium grote kopervoorraden ontdekt die van 1975 tot 1999 werden ontgonnen. Oliewinning vindt vooral plaats op Sarawak en off-shore bij Sabah. Ook bij Kuantan (West-Maleisië) zijn off-shore grote voorraden aardolie en aardgas gevonden. Toen Maleisië in 1957 onafhankelijk werd van Groot-Brittannië was het 's werelds grootste producent van tin en rubber. Door de onafhankelijkheid werd de economie van Maleisië onzeker.
In 2014 produceerde het land 95 miljoen ton olie-equivalent (Mtoe), voor 95% olie en gas. (1 Mtoe = 11,63 TWh, miljard kilowattuur). Dat was meer dan nodig voor de energievoorziening, het TPES (total primary energy supply): 90 Mtoe. Het land exporteerde 1 Mtoe fossiele brandstof meer dan het importeerde.
Van de energie ging ongeveer 40 Mtoe verloren bij conversie, vooral elektriciteitsopwekking. 6 Mtoe werd gebruikt voor niet-energetische producten, zoals smeermiddelen, asfalt en petrochemicaliën. Voor eindgebruikers resteerde 47 Mtoe waarvan 11 Mtoe = 130 TWh elektriciteit.
De uitstoot van kooldioxide was 221 megaton, dat is 7 ton per persoon, meer dan het wereldgemiddelde van 4,5 ton per persoon.

## Cultuur

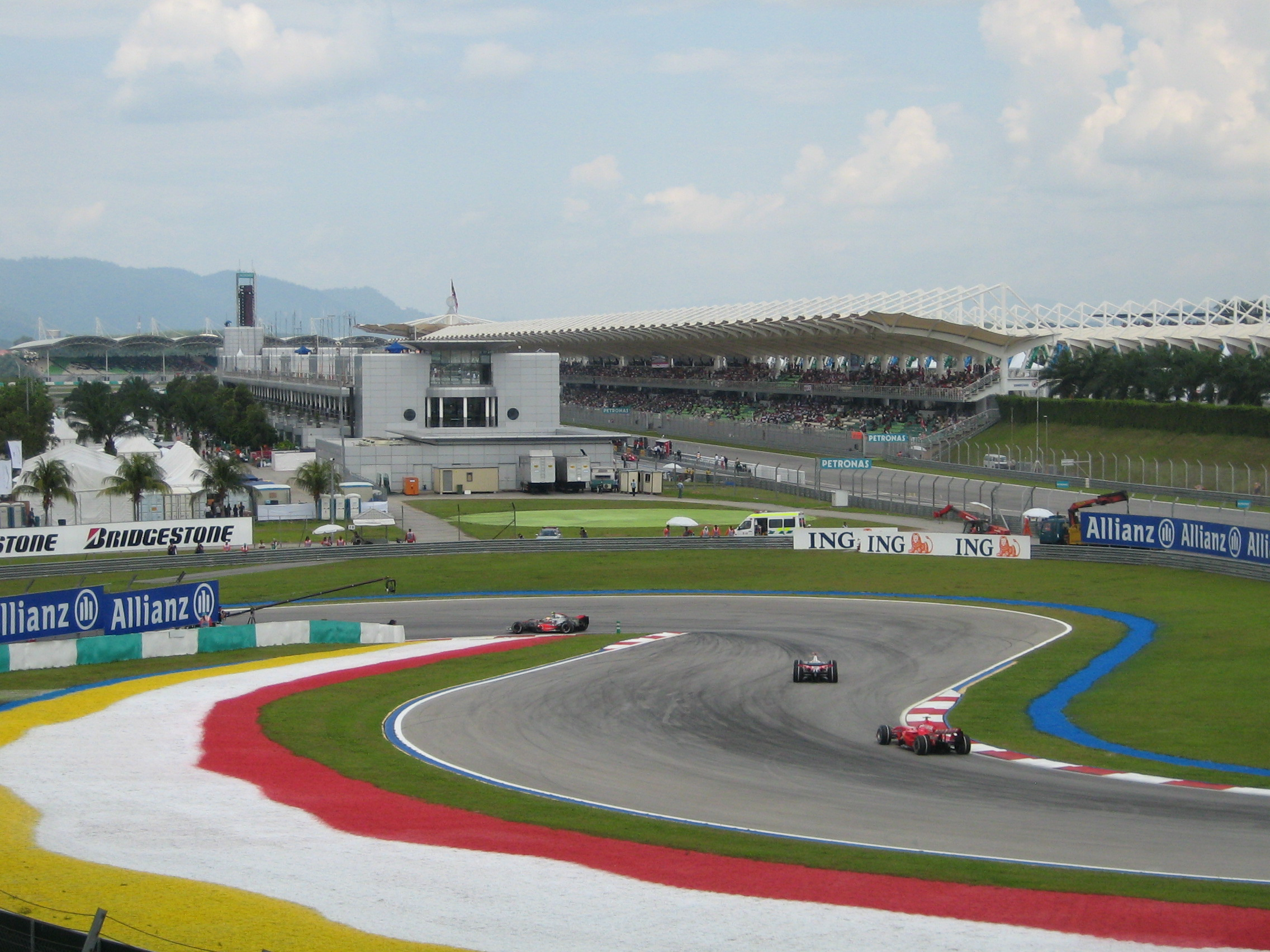
Sepang International Circuit

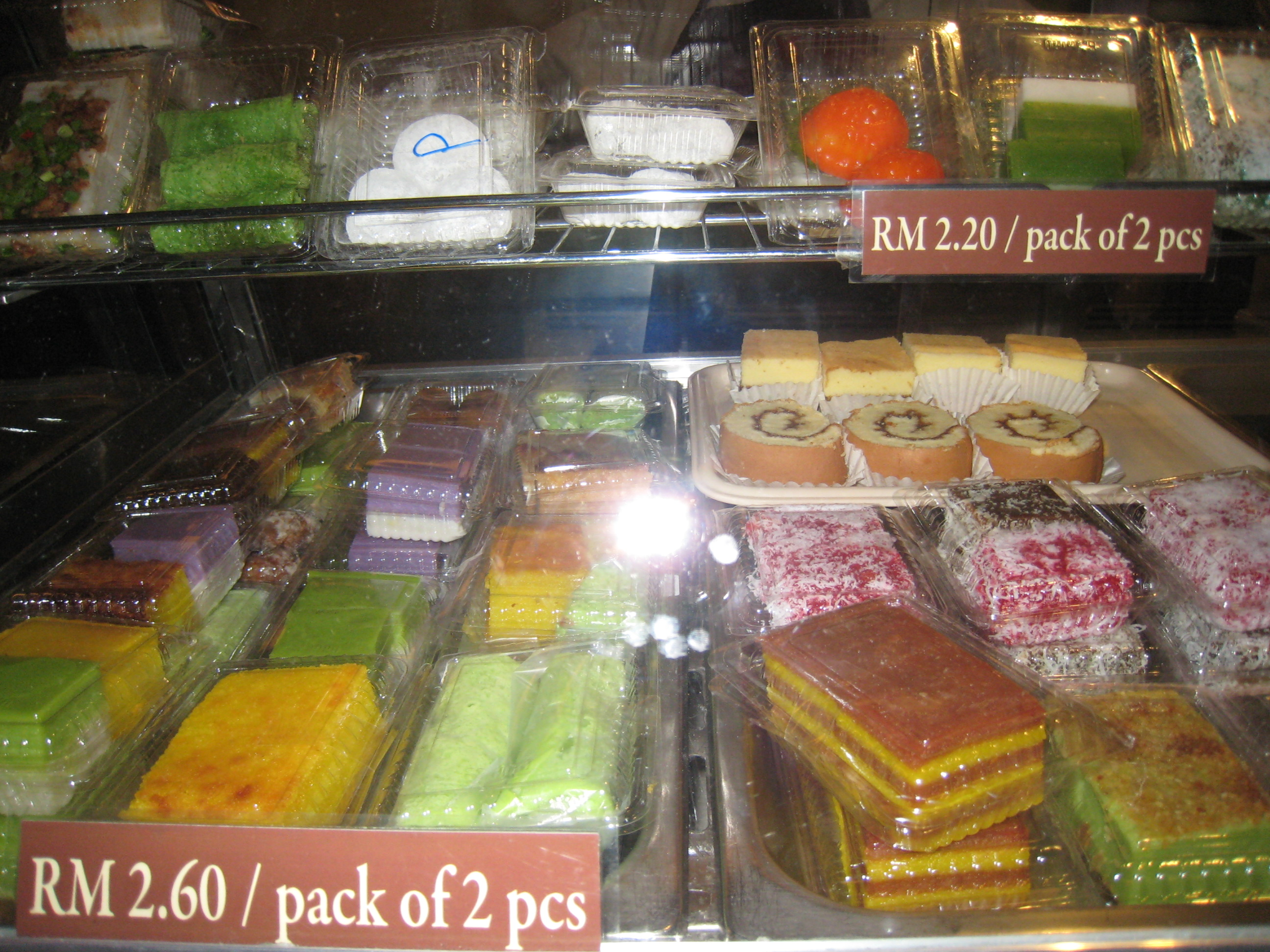
diverse Maleisische cakejes

### Sport
Op het Sepang International Circuit bij Kuala Lumpur heeft van 1999 tot en met 2017 elk jaar een F1-race plaatsgevonden. De regering van Maleisië heeft het contract met de FIA niet verlengd. Ook wordt ieder jaar in januari in Maleisië de bekende Ronde van Langkawi georganiseerd, een tiendaagse wielerwedstrijd. Een andere wielerwedstrijd die in Maleisië wordt verreden is de Jelajah Malaysia.

### Eten en drinken
De Maleisische keuken is zeer gevarieerd door de verschillende etnische achtergronden van de bevolking. Het heeft gerechten met zoete, zure, hete en bittere smaken. Veel gerechten hebben een basis van rijst met kip, vis, garnalen, rund-, lams-, geiten- en varkensvlees. Varkensvlees is verboden voor moslims, maar wordt wel gebruikt in de Chinese gerechten en kan verkregen worden op Chinese markten en is niet bij wet verboden. Er worden diverse specerijen gebruikt. Bijzonder is de Nonya-keuken, een mengeling van de Chinese, Maleise en de Zuid-Indiase keukens.
Enkele gerechten zijn:
- Nasi Lemak,
- Roti, rond plat brood,
- Ketupat, gekookte rijst in jonge bananenbladeren,
- Satay, gekruid geroosterd vlees op een stokje,
- Laksa, soep van kokos en chili met vlees, groente en zeedieren,
- Ais Kacang, toetje met een mengsel van ijsschaafsel,
- Bubur Chacha, zoete aardappelen en bonen met gekleurde siroop en gecondenseerde melk.

Eten gebeurt met de rechterhand.

### Theater
In 2005 werd Mak Yong opgenomen op de Representatieve lijst van het immaterieel cultureel erfgoed van de mensheid.

## Bekende Maleisiërs
- Ling Liong Sik, Chinees-Maleisische politicus
- P. Ramlee
- Ali Khan Samsudin
- Ken Yeang
- Ibrahim Hussein (kunstenaar)
- Redza Piyadasa
- Jimmy Choo
- Mohd Shaaban Hussin
- Danny Chia
- Alex Yoong
- Nicholas Teo
- Michelle Yeoh
- Mahathir Mohammed, Maleisisch premier (1981-2003, 2018-2020)
- Najib Razak, Maleisisch premier (2009-2018)
- Shake (zanger)
- Fauziah Latiff
- Yap Ah Loy
- Lee Chong Wei
- Yasmin Ahmad
- James Wan
- Tan Kah Kee
- Lim Goh Tong